# La loca Luz Caraballo
La loca Luz Caraballo es un personaje de la cultura popular venezolana de la región de los Andes, especialmente del Estado Mérida e inmortalizada en la literatura por el escritor y poeta Andrés Eloy Blanco. El personaje es legendario y conocido por tradición oral de las localidades de Timotes, Mucutujote, Chachopo y Apartaderos. 

## La leyenda de la loca luz Caraballo
Luz Caraballo parece un nombre de leyenda al no existir documentos ni memorias sobre alguien que se llamase como tal en la región. El nombre fue dado por Andrés Eloy Blanco a una mujer considerada como «loca» en las zonas aledañas a Timotes, el pueblo donde Juan Vicente Gómez confinó al escritor en 1932, durante su dictadura.
Jesús María Espinoza Marín, citado por Silvana Stea en su publicación «Tras los pasos de la loca Luz Caraballo», sostiene que el personaje podría referirse a «Lesmichimío», una mujer de Timotes a quien conoció Andrés Eloy Blanco, de acuerdo con Espinoza. La sustentación del argumento intenta relacionar versos del «palabreo de la Loca Luz Caraballo» con aspectos que lega la tradición oral acerca de esta mujer cuyo marido Lesmes fue reclutado por el ejército al igual que sus hijos y como resultado «enloqueció». Otros investigadores de la Universidad de Los Andes dan como nombre de la mujer el de Blasa Ramírez, conocida como «la loca Blasa», habitante de la aldea de El Cacho y recordada por algunos ancianos por su errante caminar entre los pueblos de la zona. Blasa es otra persona distinta a Lesmichimío y murió el 11 de noviembre de 1955; no se le conoció marido ni hijos, lo que desconcuerda con la narrativa de Andrés Eloy Blanco, coincidiendo solo en sus travesías, aunque algunas referencias exponen descendencia.
Las leyendas identifican a la loca Luz Caraballo como una mujer de la época independentista, siendo así uno de los argumentos de su «locura» el hecho de que dos de sus hijos se fueran tras el ejército de Simón Bolívar, lo que se asocia por demás con el verso del palabreo que refiere que dos de sus hijos se fueron tras un hombre a caballo. Según la leyenda, ella señaló la ruta contraria a los españoles para que no siguieran a Bolívar en su cruce por los Andes.
Diversos autores han intentado descubrir una mejor realidad detrás del personaje de Luz Caraballo, para lo que se valen del análisis narrativo de la obra de Andrés Eloy Blanco. Incluso algunos alegan que la loca Luz Caraballo fue un elemento narrativo del poeta como "fenomenología de la vida cotidiana de la época, donde se describe la experiencia de exclusión en que vivió el pueblo venezolano en el contexto del gobierno gomecista"
Está es la única información que se le conoce a la loca luz Caraballo

## La realidad
Alvio Alfonso Briceño escribió un libro donde afirma ser nieto de la Loca Luz Caraballo. En él recopila los datos reales sobre el personaje, destacando que:
- Su nombre real es María Blasa Rivas. Nació en 1885 en el pueblo de Jajó, estado Trujillo.
- Tuvo dos hijos, un varón y una niña. Por lo tanto, los cinco hijos que relata el poema de Andrés Eloy Blanco son ficticios.
- Ninguno de sus hijos quiso hablar más acerca de su madre, al grado tal de que Alvio Alfonso Briceño se enteró de su parentesco con María Blasa Rivas en el año 2004.
- No era callejera ni andaba con varios hombres.
- No se conoce el motivo de su locura, que se limitaba a simples desvaríos, no como las leyendas retratan. Solía extraviarse en los caminos de los Andes y pobladores del área la ayudaban a regresar a su casa.
- En 1927, a los 42 años, salió por última vez de su casa para nunca más regresar. Familiares, amigos y gente de comunidades vecinas se dieron a la tarea de buscarla por atajos y veredas y no se le encontró, ni viva ni muerta. Simplemente desapareció.
- Los campesinos llenaron de mitos los caminos de sus andanzas, creando huellas y seguros de verla en presencia fantasiosa como un ánima en pena, razón por la cual se convirtió en leyenda.
- La imaginación popular hizo de ella un alma milagrosa y hasta le imploraban favores en sus oraciones alumbrando con velas y favores su recuerdo.

## Literatura
El personaje legendario de la loca Luz Caraballo fue inmortalizado por el escritor venezolano Andrés Eloy Blanco en su poema "palabreo de la loca Luz Caraballo" incluido en su libro La juanbimbada con data de 1936.
Diversas obras se han derivado del poema original. De este modo, por ejemplo, la Asociación Venezolana de Intérpretes y Productores de Fonogramas (AVINPRO), presentó en 2009 en Caracas el monólogo "La loca Luz Caraballo", en un intento de caracterizar "la verdadera historia" del personaje, a quien reconocen como María Blasa, contando con la asistencia Alvio Briceño, nieto de Blasa.

### Palabreo de la loca Luz Caraballo
De Chachopo a Apartadero

caminas, Luz Caraballo,

con violeticas de mayo,

con carneritos de enero;

inviernos del ventisquero,

farallón de los veranos,

con fríos cordilleranos,

con riscos y ajetreos,

se te van poniendo feos

los deditos de tus manos.

La cumbre te circunscribe

al sólo aliento del nombre,

lo que te queda del hombre

que quién sabe dónde vive:

cinco años que no te escribe,

diez años que no lo ves,

y entre golpes y traspiés,

persiguiendo tus ovejos,

se te van poniendo viejos

los deditos de tus pies.

El hambre lleva en sus cachos

algodón de tus corderos,

tu ilusión cuenta sombreros

mientras tú cuentas muchachos;

una hembra y cuatro machos,

subida, bajada y brinco,

y cuando pide tu ahínco

frailejón para olvidarte

la angustia se te reparte:

uno, dos, tres, cuatro, cinco.

Tu hija está en un serrallo,

dos hijos se te murieron,

los otros dos se te fueron

detrás de un hombre a caballo.

“La loca Luz Caraballo”

dice el decreto del Juez,

porque te encontró una vez,

sin hijos y sin carneros,

contandito los luceros:

...seis, siete, ocho, nueve, diez...

## Parque
El Parque Loca Luz Caraballo está ubicado junto a la carretera trasandina próximo al kilómetro 60. Alberga la plaza elevada donde se levanta el monumento al personaje y el "Museo-Antigüedades La Loca Luz Caraballo", en donde se exhiben objetos que supuestamente le pertenencieron, acompañados de piezas indígenas y de la época colonial.
Por lo general, es común encontrar niños del páramo quienes recitan a los turistas el palabreo. Es recomendable tomar precauciones en el acceso al monumento, debido a que las escaleras son suficientemente inclinadas y por encontrarse a gran altura sobre el nivel del mar, la falta de oxígeno puede agotar al visitante con facilidad.

## Monumento
El monumento a la loca Luz Caraballo es una estatua ubicada en una plaza dentro del "Parque loca Luz Caraballo", en Apartaderos, a 3473 m s. n. m. y la cual es patrimonio edificado del estado Mérida. Es una obra de 1967 del artista plástico español Manuel de La Fuente, quien se radicó en la ciudad de Mérida desde 1959 hasta su muerte.
Junto al monumento se encuentra una placa de concreto con chapa de bronce, con la imagen de Andrés Eloy Blanco y su "Palabreo de la Loca Luz Caraballo". La figura de la mujer se levanta de pie con harapos largos, cabellera descuidada y el brazo alzado apuntando al horizonte con un dedo, evocando a la leyenda del supuesto falso indicio de la ruta de Bolívar que dio Luz Caraballo a los españoles en la época de independencia.